# Valerij Nevjerov
Valerij Konstjantynovyč Nevjerov (in ucraino Валерій Костянтинович Невєров?; Charkiv, 21 giugno 1964) è uno scacchista ucraino, sovietico fino al 1992, Grande maestro.
Grande Maestro dal 1991, vinse tre volte il campionato ucraino: nel 1983, 1985 e 1988.
Fu tre volte vincitore, da solo o ex aequo, del torneo di Hastings: nel 2005/06, 2006/07 e 2007/08.
Raggiunse il massimo rating Elo in ottobre del 2002, con 2601 punti.
Tra gli altri successi il primo posto, da solo o a pari merito, nei seguenti tornei:
- Poznań 1986
- Tbilisi 1989 (Campionato giovanile sovietico)
- Odessa 1989
- L'Avana 2001 (Memorial Capablanca)
- Bucarest 1993 (alla pari con Igor' Zajcev)
- Copenaghen 1994 (Politiken Cup)
- Jalta 1996
- Charkiv 2000
- Cannes open, open di Cappelle la Grande e Pardubice 2002
- Teheran 2004 (ripetuto nel 2006)

Neverov ha partecipato al campionato del mondo di Tripoli del 2004, venendo però eliminato al primo turno da Şəhriyar Məmmədyarov.